# Dendromus leucostomus
Dendromus leucostomus é uma espécie de roedor da família Nesomyidae.
É endêmica do leste-central de Angola, sendo apenas registrada na localização-tipo: Caluquembe. Foi sinonimizada com D. melanotis na nova listagem IUCN 2008.